# GSC3728-1256
GSC3728-1256 — хімічно пекулярна зоря спектрального класу A0, що має видиму зоряну величину в смузі V приблизно 12,0.